# Ironman USA
Der Ironman Lake Placid ist eine seit 1999 jährlich im Juli stattfindende Triathlon-Sportveranstaltung über die Ironman-Distanz (3,86 km Schwimmen, 180,2 km Radfahren und 42,195 km Laufen) in Lake Placid in den USA.

## Organisation
Am 15. August 1999 wurde der Triathlon – zunächst unter dem Namen „Ironman USA“ – erstmals mit 1500 Startplätzen ausgetragen, organisiert durch den Kanadier Graham Fraser, Gründer von North American Sports (NA Sports) und seit 1996 Organisator des Ironman Canada in Penticton.

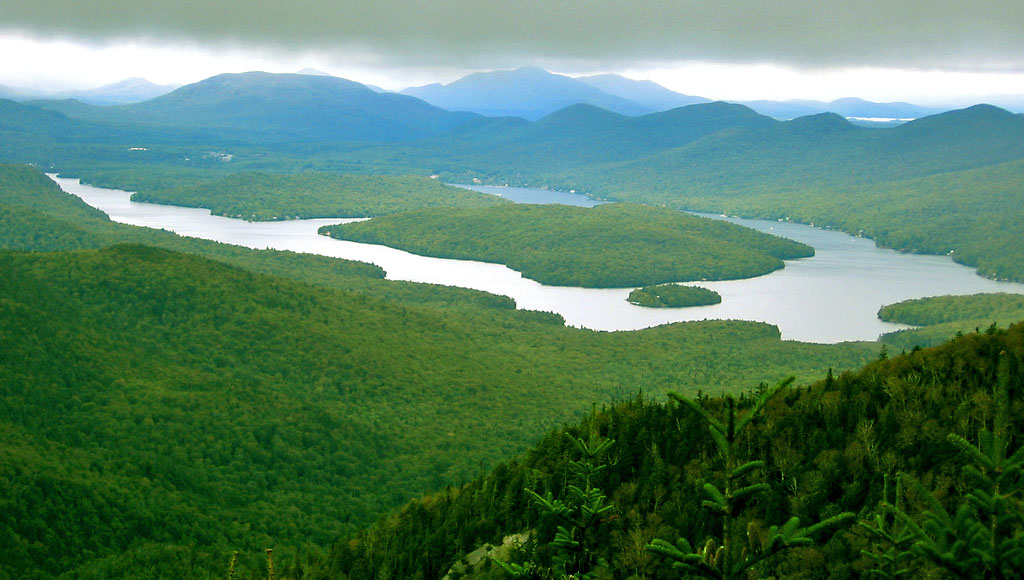
Lake Placid – Der See, nach dem die Stadt benannt wurde

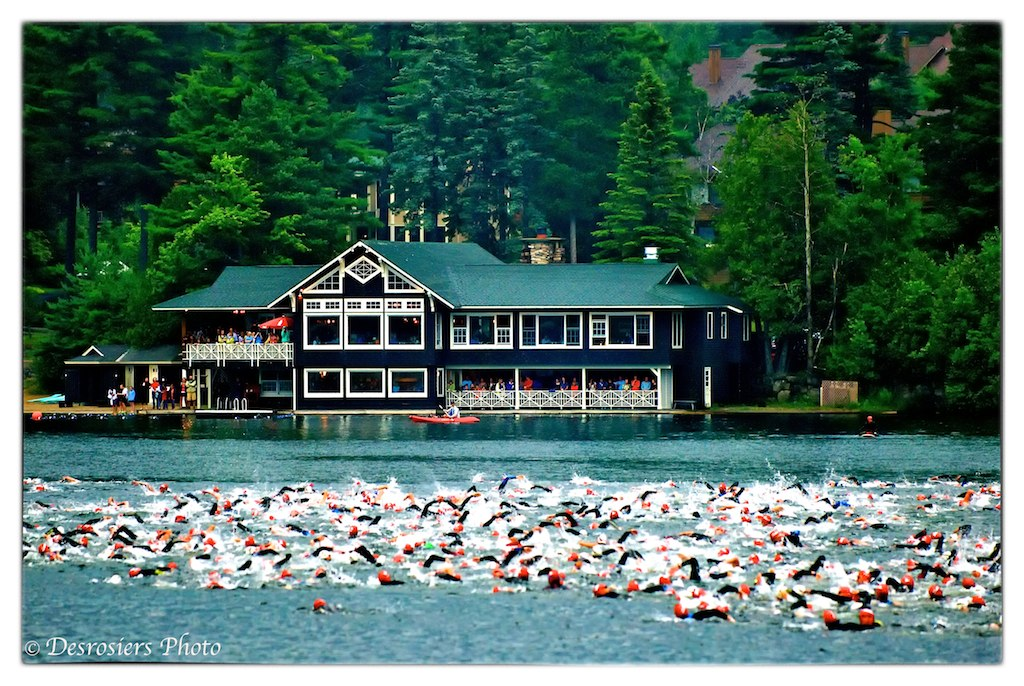
Schwimmen beim Ironman Lake Placid (2012)

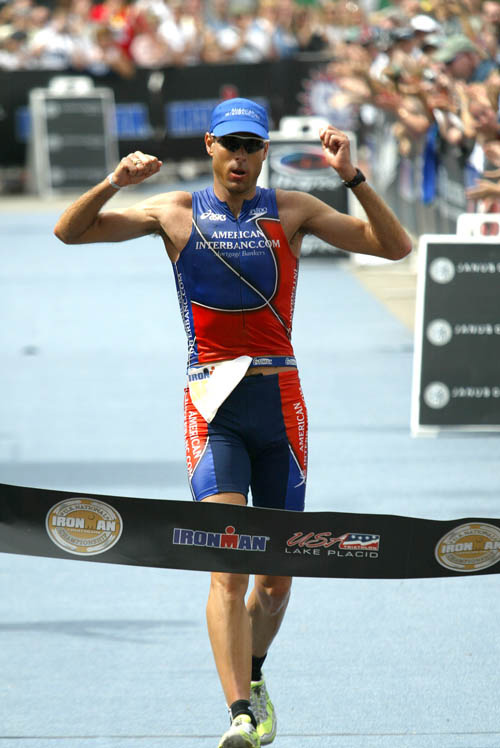
Simon Lessing stellte 2004 den bis 2021 bestehenden Streckenrekord in Lake Placid auf.

Als erster Triathlon über die Ironman-Distanz auf dem Festland der USA nutzte er auch dieses Markenzeichen und Fraser zahlte hierzu Lizenzgebühren an die WTC, im Gegenzug wurden beim Ironman USA 1999 zunächst 80 Qualifikationsplätze für den Ironman Hawaii vergeben, bereits zwei Jahre später wurde deren Anzahl auf einhundert erhöht. Zuvor gab es zwar auch bereits 15 Qualifikationswettkämpfe für den Ironman Hawaii in den USA, diese nutzten allerdings nicht das Markenzeichen Ironman im Veranstaltungsnamen und hatten bis auf den „Vineman Triathlon“ in Santa Rosa sämtlich kürzere Distanzen als der Ironman Hawaii und auch deutlich weniger Qualifikationsplätze im Angebot. Die maximale Anzahl in den USA bot zuvor 1998 der Wildflower Triathlon mit 28 Qualifikationsplätzen für Amateure in den Altersklassen sowie fünfzehn Profi-Triathleten. Einzig die „Ricoh Ironman U.S. Championship“ in Los Angeles hatten 1983 bereits auf dem Festland der USA das Markenzeichen „Ironman“ in ihrem Namen geführt.
Rasch etablierte sich der Wettkampf, Startplätze waren so rasch vergeben, dass 2001 bereits bei den Triathlon-Wettkämpfen „St. Croix Half Ironman“, „Gulf Coast Triathlon“, „Blackwater EagleMan Triathlon“, „Buffalo Springs Lake Triathlon“ und „Tupper Lake Tinman Triathlon“ jeweils zehn Qualifikationsplätze für den Ironman USA in Lake Placid, beim „Muskoka Triathlon“ sogar 20 Plätze verfügbar waren. 2002 betrug die Zahl der Startplätze in Lake Placid bereits 2000, 2004 wurde sie auf 2200, 2006 auf 2400, 2008 auf 2600 und 2010 auf 3000 Athleten angehoben.
2008 wanderte die WTC in den Besitz eines Private-Equity-Unternehmens und änderte daraufhin ihre Strategie, nicht nur das Recht zur Nutzung der von ihr beim United States Patent and Trademark Office geschützten Markennamen über Lizenzgebühren an unabhängige Veranstalter zu vergeben, sondern seither auch die Organisation weiterer Veranstaltungen neben dem Ironman Hawaii in eigener Verantwortung zu übernehmen.
Entsprechend kaufte die WTC Graham Fraser die US-amerikanischen Anteile an seiner Firma NA Sports ab, seit 2009 wird der Triathlon direkt von der WTC organisiert.
Das Rennen ermöglicht Amateuren eine Qualifizierung für die Ironman World Championship auf Hawaii. Die Zahl der Qualifikationsplätze reduzierte sich dabei im Laufe der Jahre von einhundert Plätzen zu Beginn der 2000er-Jahre über 72 Plätze 2010, 60 Plätze 2013, und 50 Plätzen 2015 auf 40 Plätze 2016.
2015 wurde der Triathlon zudem erstmals als reine Amateur-Veranstaltung durchgeführt, weder war eine Qualifikation für Profi-Triathleten über das Kona Pro Ranking System 2015 möglich, noch wurde 2015 Preisgeld für die Sieger ausgeschüttet. Für 2016 wurden für die weiblichen Profi-Triathletinnen wieder 50.000 US-Dollar Preisgeld angekündigt, während für männliche Profi-Triathleten beim Ironman Canada in Whistler Preisgeld vergeben wurde.
Im Juli 2022 wurde bei den Frauen durch Sarah True mit 9:00:22 Stunden ein neuer Streckenrekord eingestellt. Michael Weiss holte sich mit dem zweiten Rang hinter Cody Beals als erster Österreicher eine Medaille in Lake Placid. Das Rennen ist Teil der Ironman Pro Series und bietet jeweils vier Qualifikations-Slots für die Ironman-Weltmeisterschaften. 
Bei der 26. Austragung im Juli 2025 konnten Matthew Marquardt und Solveig Løvseth neue Streckenrekorde einstellen.

### Streckenrekorde
Die Kanadierin Heather Fuhr konnte hier zwischen 1999 und 2003 fünfmal gewinnen. Die US-Amerikaner Amy Farrell, Heather Jackson und Andy Potts konnten dieses Rennen bislang je zweimal für sich entscheiden.
Den Streckenrekord hält seit 2025 der US-Amerikaner Matthew Marquardt mit 7:50:08 Stunden und bei den Frauen seit 2025 die Norwegerin Solveig Løvseth mit 8:43:29 Stunden.

## Siegerliste
| Datum/Jahr    | Männer                  | Männer              | Männer           | Frauen               | Frauen             | Frauen              |
| Datum/Jahr    | Erster Platz            | Zweiter Platz       | Dritter Platz    | Erster Platz         | Zweiter Platz      | Dritter Platz       |
| ------------- | ----------------------- | ------------------- | ---------------- | -------------------- | ------------------ | ------------------- |
| 19. Juli 2026 |                         |                     |                  |                      |                    |                     |
| 20. Juli 2025 | Matthew Marquardt (SR)  | Kristian Høgenhaug  | Trevor Foley     | Solveig Løvseth (SR) | Lisa Perterer      | Marta Sánchez       |
| 21. Juli 2024 | Trevor Foley            | Matthew Marquardt   | Lionel Sanders   | Danielle Lewis       | Jackie Hering      | Alice Alberts       |
| 23. Juli 2023 | Joe Skipper             | Ben Hoffman         | Matt Hanson      | Alice Alberts        | Erin Snelgrove     | Jen Annett          |
| 24. Juli 2022 | Cody Beals              | Michael Weiss       | Pamphiel Pareyn  | Sarah True           | Heather Jackson    | Jodie Robertson     |
| 25. Juli 2021 | Rasmus Svenningsson     | Arnaud Guilloux     | Joe Skipper      | Lisa Nordén          | Heather Jackson    | Joanna Ryter        |
| 28. Juli 2019 | Matthew Russell         | Joe Gambles         | Marc Dülsen      | Kirsten Schut        | Elise Portugal     | Elizabeth Lieberman |
| 22. Juli 2018 | Ed Baker                | Gregory Binns       | Reid Foster      | Heather Jackson -2-  | Jen Annett         | Sarah Piampiano     |
| 23. Juli 2017 | Brent McMahon           | Andy Potts          | Justin Daerr     | Amy Farrell -2-      | Jacqui Giuliano    | Robyn Hardage       |
| 24. Juli 2016 | Ryan Giuliano           | Brian Duffy         | Matt Bender      | Heather Jackson      | Annah Watkinson    | Alicia Kaye         |
| 26. Juli 2015 | Corey Deveaux           | Daniel Moore        | David Burger     | Amy Farrell          | Lori Sherlock      | Nicole Valentine    |
| 27. Juli 2014 | Kyle Buckingham         | Balazs Csoke        | Jonathan Shearon | Amber Ferreira       | Kim Schwabenbauer  | Lisa Roberts        |
| 28. Juli 2013 | Andy Potts -2-          | Daniel Fontana      | Ian Mikelson     | Jennie Hansen        | Katy Blakemore     | Carrie Lester       |
| 22. Juli 2012 | Andy Potts              | Pete Jacobs         | Romain Guillaume | Jessie Donavan       | Jennie Hansen      | Jacqui Gordon       |
| 24. Juli 2011 | TJ Tollakson            | Ben Hoffman         | Jason Shortis    | Heather Wurtele      | Tine Deckers       | Tyler Stewart       |
| 25. Juli 2010 | Ben Hoffman             | Petr Vabroušek      | Maik Twelsiek    | Amy Marsh            | Caitlin Snow       | Lisa Marangon       |
| 26. Juli 2009 | Maik Twelsiek           | Christian Brader    | Jason Shortis    | Tereza Macel         | Caitlin Snow       | Samantha McGlone    |
| 20. Juli 2008 | Francisco Pontano       | Petr Vabroušek      | Mathias Hecht    | Caitlin Shea-Kenney  | Kim Loeffler       | Hillary Biscay      |
| 22. Juli 2007 | Alex Mroszczyk-McDonald | Pierre Lavoie       | Craig Howie      | Belinda Granger      | Tyler Stewart      | Erika Csomor        |
| 23. Juli 2006 | Viktor Zyemtsev         | Tom Evans           | Rutger Beke      | Molly Zahr           | Darlene Hall       | Leslie Myers        |
| 24. Juli 2005 | Tony Delogne            | Stefan Kramer       | Pierre Lavoie    | Heather Fuhr -5-     | Kim Loeffler       | Heather Gollnick    |
| 25. Juli 2004 | Simon Lessing           | Luke Bell           | Courtney Ogden   | Kate Major           | Heather Fuhr       | Joanna Lawn         |
| 27. Juli 2003 | Kiril Litowtschenko     | Chris Lieto         | Jason Shortis    | Heather Fuhr -4-     | Gina Kehr          | Joanna Lawn         |
| 28. Juli 2002 | Ryan Bolton             | Kiril Litowtschenko | Shingo Tani      | Heather Fuhr -3-     | Joanna Lawn        | Jackie Hatherly     |
| 29. Juli 2001 | Steve Larsen            | Ryan Bolton         | Cameron Widoff   | Heather Fuhr -2-     | Joanna Zeiger      | Laura Drake         |
| 30. Juli 2000 | Cameron Widoff          | Jamie Yon           | Cameron Brown    | Melissa Spooner      | Juliana Nievergelt | Bárbara Buenahora   |
| 15. Aug. 1999 | Thomas Hellriegel       | Jürgen Hauber       | Cameron Brown    | Heather Fuhr         | Mary Uhl           | Jan Wanklyn         |